# Tangente jeux et stratégie
 (mars 2015).
Si vous disposez d'ouvrages ou d'articles de référence ou si vous connaissez des sites web de qualité traitant du thème abordé ici, merci de compléter l'article en donnant les références utiles à sa vérifiabilité et en les liant à la section « Notes et références ».
Tangente jeux puis Tangente jeux & stratégie après sa fusion avec le magazine Vox Ludi est un magazine trimestriel puis bimestriel français consacré aux jeux de société et aux casse-tête. Issu de l’ancien magazine Démineur et compagnie, il était consacré principalement à des dossiers sur les jeux ainsi que de nombreuses pages consacrées à des casse-tête mathématiques et logiques tels que le démineur ou le jeu du gratte-ciel. Une part importante est également réservée aux jeux de l'esprit classiques : bridge, scrabble, échecs, tarot, dames…
Il met en avant les derniers mots de son titre pour revendiquer la filiation avec le magazine disparu Jeux et Stratégie.
Premier numéro en juin 2002, la parution s'est arrêté avec le numéro 26 de juillet-août 2007.
Tangente jeux & stratégie est publié par POLE éditions, un éditeur spécialisé dans l'univers des mathématiques et de la logique.